# Schloss Brücken

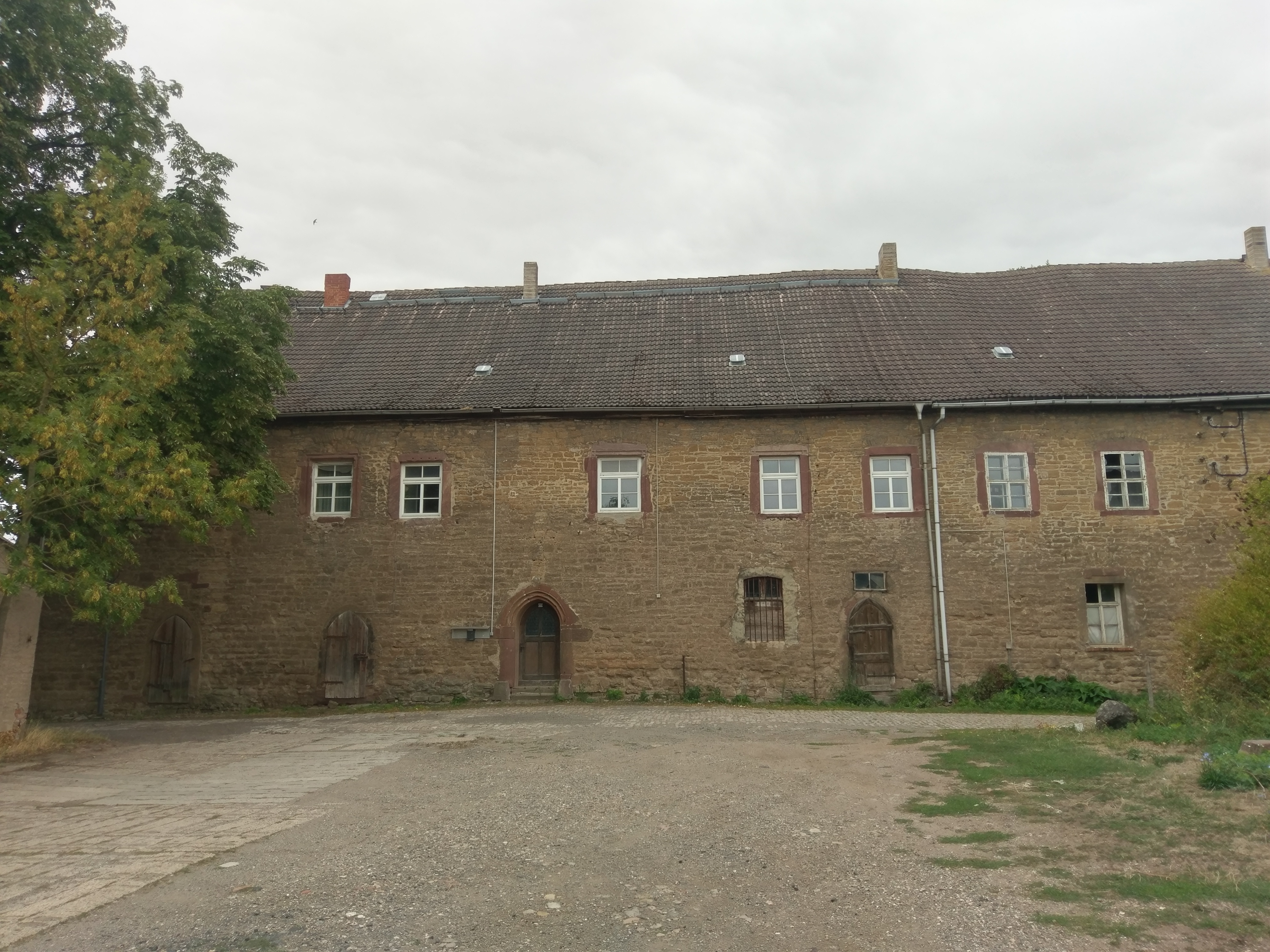
Schloss Brücken

Das denkmalgeschützte Schloss Brücken steht in Brücken an der Helme, einem Ortsteil der Gemeinde Brücken-Hackpfüffel im Landkreis Mansfeld-Südharz in Sachsen-Anhalt.

## Lage
Brücken befindet sich in der Goldenen Aue, einer fruchtbaren Tiefebene zwischen dem Südharz und dem Kyffhäusergebirge, nahe der Landesgrenze zu Thüringen. Die Region war historisch von Landwirtschaft und Handel geprägt, was sich auch in der Bedeutung der einstigen Herrensitze widerspiegelt. Das Schloss befindet sich im östlichen Teil von Brücken, nördlich der Hauptstraße erschlossen. Nördlich liegt die „Kleine Helme“, dahinter befinden sich Ackerflächen und Landwirtschaftsbetriebe.

## Geschichte
Seit dem Verkauf durch die Familie von Witzleben an Hans von Werthern 1498 befand sich das Schlossgut bis zum Verkauf 1905 im Besitz der freiherrlichen Familie von Werthern-Brücken. Auf Resten einer Wasserburg ließ die Frau von Dietrich von Werthern (1486–1536), Margaretha, 1525 den zweigeschossigen Steinbau mit spätgotischen Türgewänden errichten. Das zum großen Teil im Besitz der Gemeinde befindliche Gebäude wurde zuletzt zu Mietzwecken genutzt und ist gegenwärtig seit acht Jahren unbewohnt. Der andere Teil wurde im Dezember 2023 in Berlin bei einer Immobilienauktion angeboten und für 24.000 € verkauft. Insgesamt befinden sich die baulichen Anlagen in einem sanierungsbedürftigen Zustand.

## Bauliches
Das Gebäudeensemble besteht aus dem denkmalgeschützten ehemaligen Herrenhaus und den umgebenden Resten der Gutsanlage, darunter eine Werkstatthalle mit großem Eingangstor, ein Stall- und Speichergebäude sowie eine Fachwerkremise.
Das Schloss ist ein langgestreckter, zweigeschossiger Bruchsteinbau mit einem östlichen Fachwerkgiebel und Krüppelwalmdach. Der Bau aus dem frühen 16. Jahrhundert ist recht schmucklos gehalten, abgesehen von den vier spitzbogigen Portalen, die mit überschnittenem Stabwerk eingefasst sind. Ebenso weisen die Fenster gotische Sandsteinrahmen auf. Im Erdgeschoss haben sich Kreuzgratgewölbe erhalten, ebenso wie ein mittelalterlicher Kellerrest. Ein Erker an der Ostwand des Gebäudes stellt möglicherweise den Überrest einer gotischen Kapelle dar. 